# Forces aériennes de la République espagnole

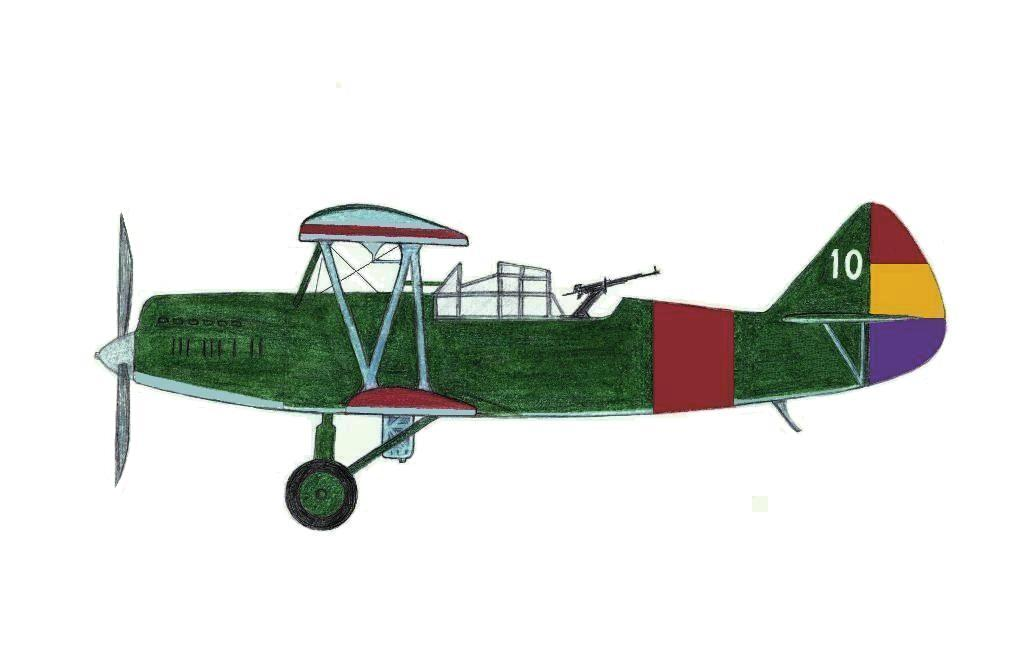
Le Polikarpov R-Z, connu avec le nom de Natacha par les pilotes espagnols.

Les Forces aériennes de la République espagnole (en espagnol : Fuerzas aéreas de la República española), abrégées en FARE, étaient les forces aériennes de la Seconde République espagnole, le gouvernement espagnol légalement établi entre 1931 et 1939. Elle est connue populairement comme La Gloriosa (La Glorieuse).
Cette défunte force aérienne est très connue pour son intense participation à la Guerre civile espagnole, de sa création en mai 1937 à partir de l'Aeronáutica Militar et l'Aeronáutica Naval à sa dissolution en 1939.

## Batailles
- Guerre civile espagnole
- Bataille de Majorque
- Bataille de Madrid
- Bataille du Jarama
- Bataille de Guadalajara
- Offensive de Ségovie
- Bataille de Brunete
- Bataille de Belchite
- Bataille de Teruel
- Campagne du Levant
- Bataille de l'Èbre
- Bombardement de Cabra
- Campagne de Catalogne
- Offensive finale de la guerre d'Espagne

## Avions utilisés

### Avions de combat

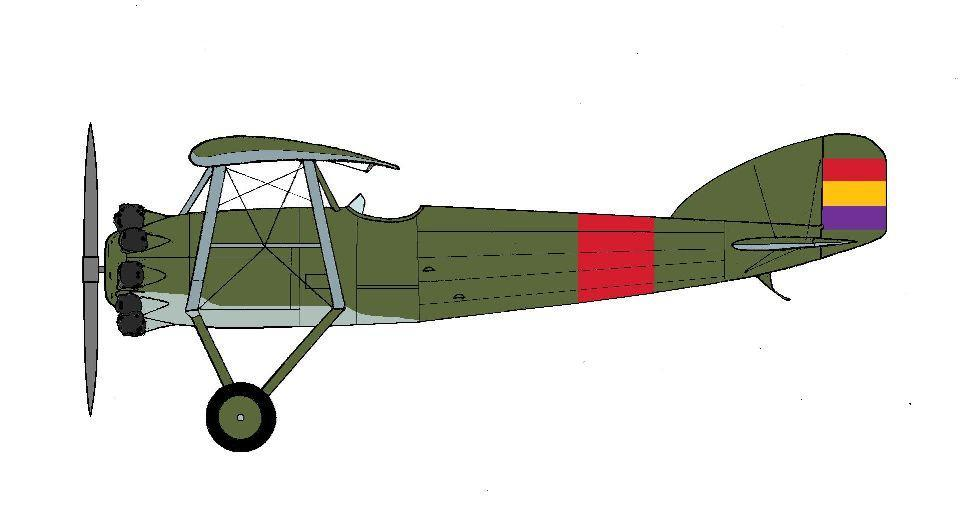
Gourdou-Leseurre LGL-32

- Breguet 19
- Vickers Vildebeest
- Potez 25
- Beechcraft Staggerwing
- Gourdou-Leseurre LGL-32

### Bombardiers

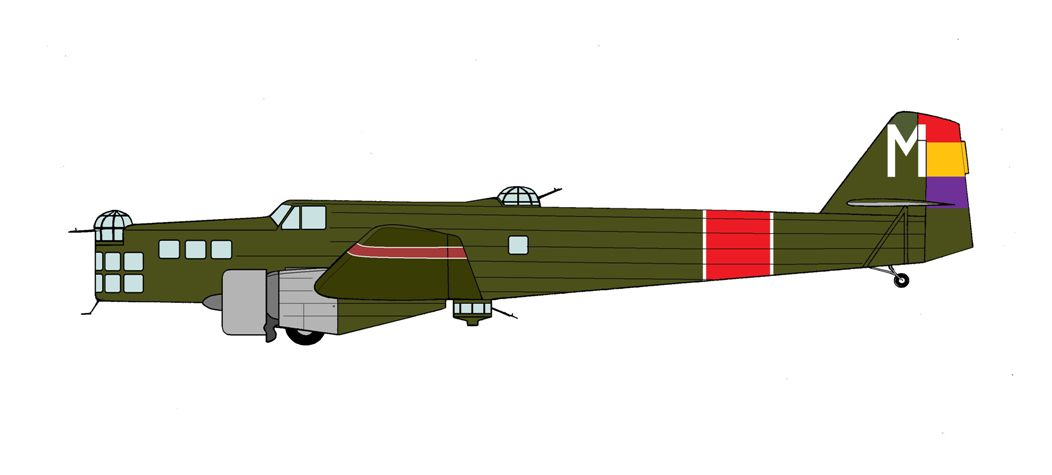
Bloch MB.210

- Potez 540
- Tupolev SB-2
- Bloch MB.210
- Polikarpov R-Z
- Hawker Osprey
- Macchi M.18

### Chasseurs

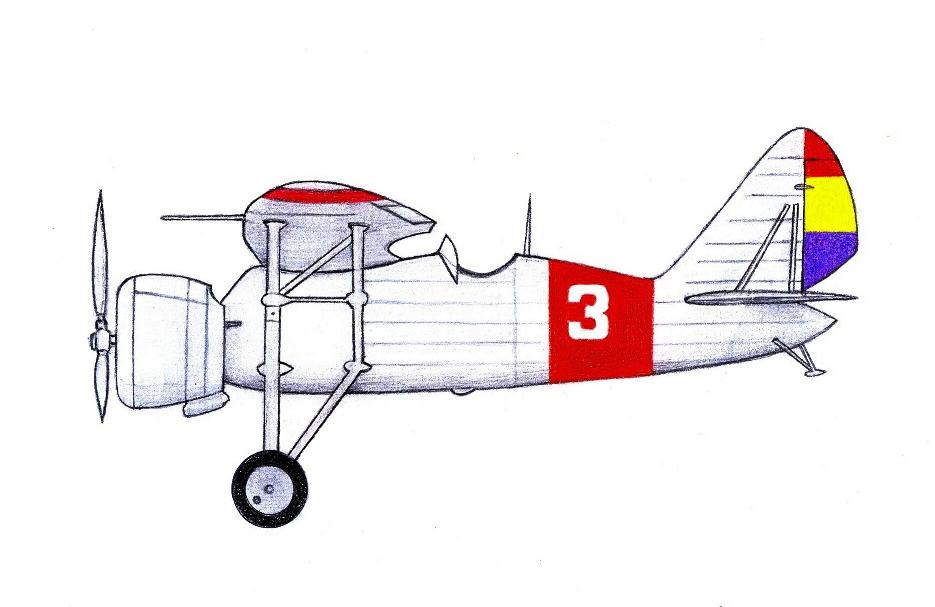
Loire 46

- Hawker Fury
- Bristol Bulldog
- Blériot-SPAD S.51
- Dewoitine D.510
- Farman F.354
- Focke-Wulf Fw 56
- Fokker D.XXI
- Martinsyde F.4 Buzzard
- Nieuport-Delage NiD.52
- Dewoitine D.372
- Polikarpov I-15 Chato
- Polikarpov I-16 Mosca
- Grumman G-23 Delfín
- Letov S-31 (en)
- Letov S-331 (nl)
- Loire 46

### Avions de patrouille

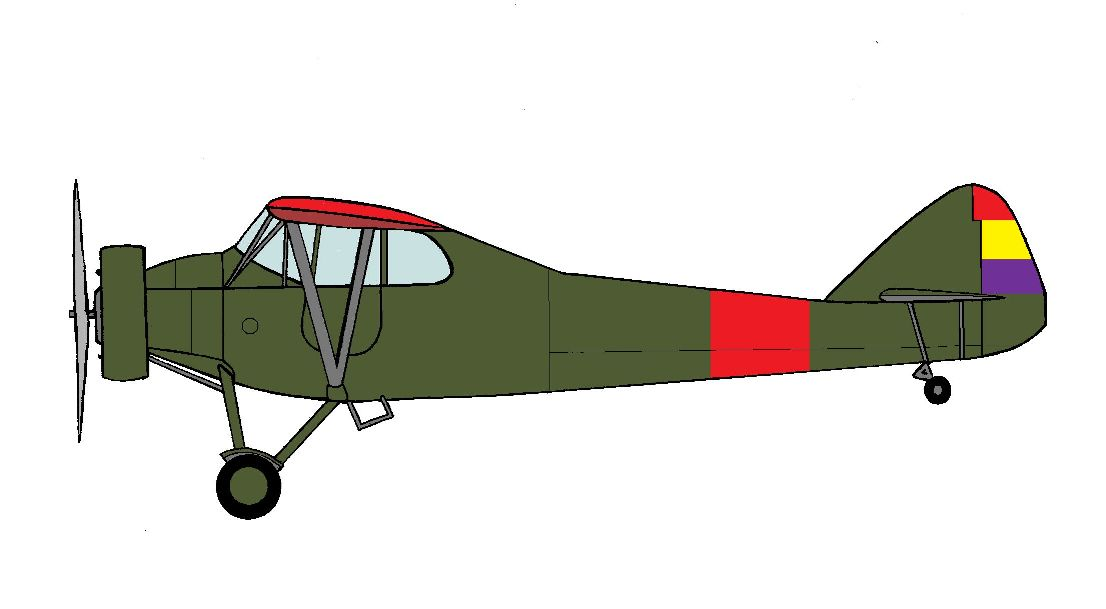
Potez 58

- Dornier Do J
- Fokker C.X
- Latécoère 28
- Lockheed L-9 Orion
- Macchi M.18
- Miles M.3 Falcon
- Potez 58
- RWD-9
- Sikorsky S-38B

### Avions de reconnaissance

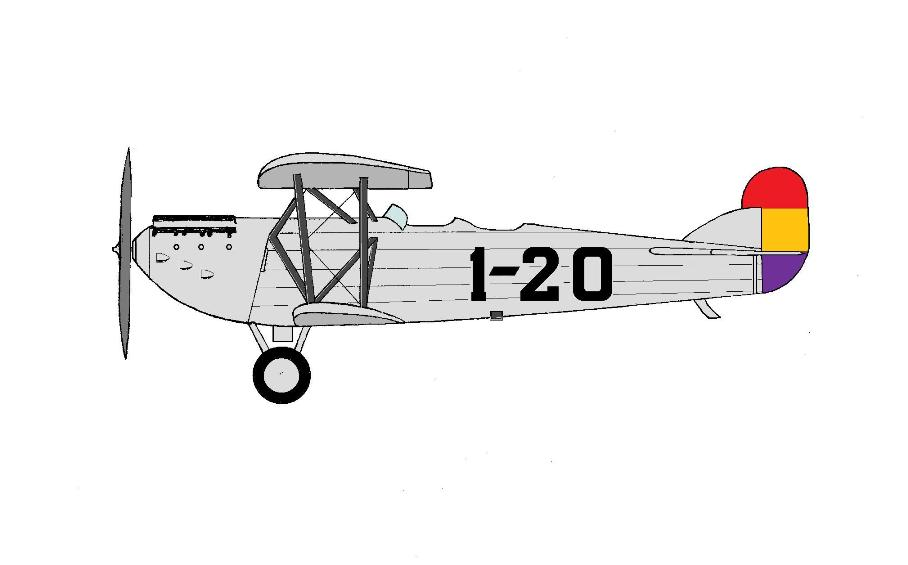
Loring R-III

- Polikarpov R-5
- Bellanca CH-300
- Savoia-Marchetti SM.62 (en)
- Aero A.101
- Loring R-3 (en)
- Koolhoven F.K.51
- Seversky SEV-3 (en)
- Spartan Executive

### Avions d'entrainement

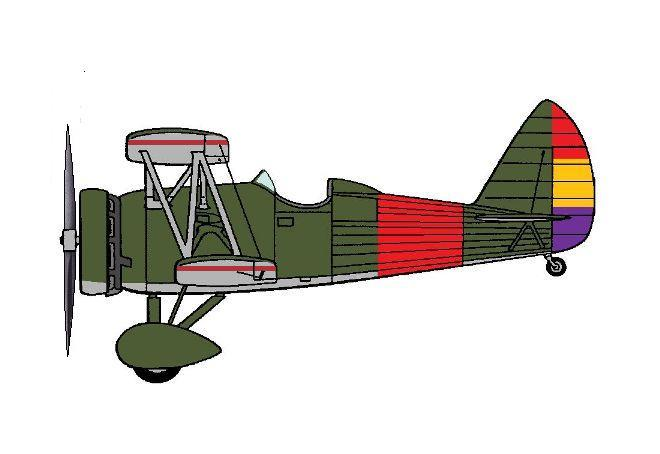
Romano R.83

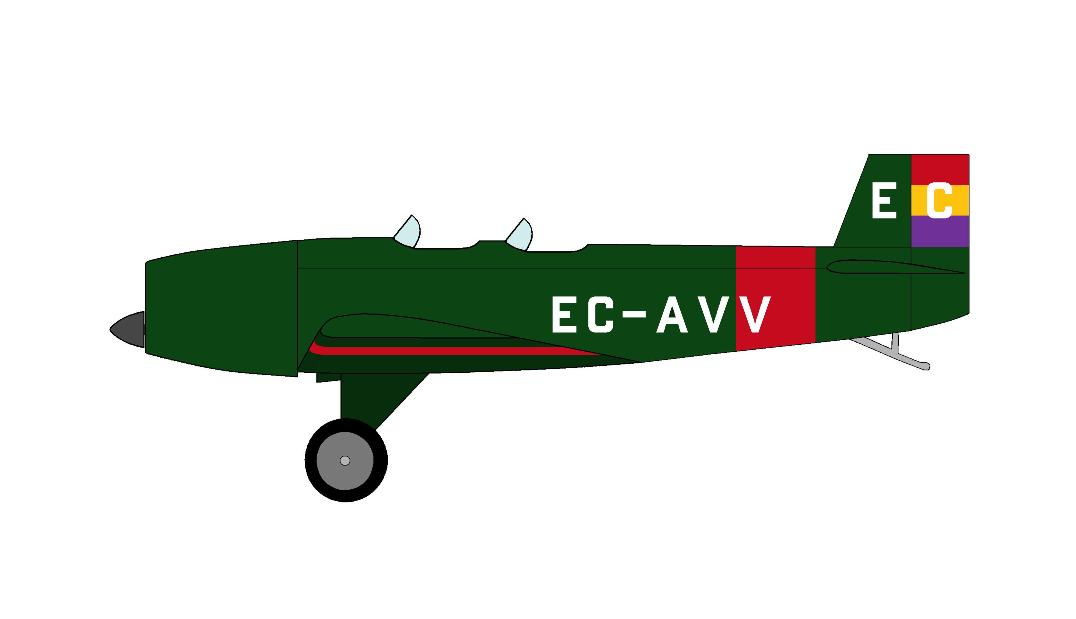
Farman F.354

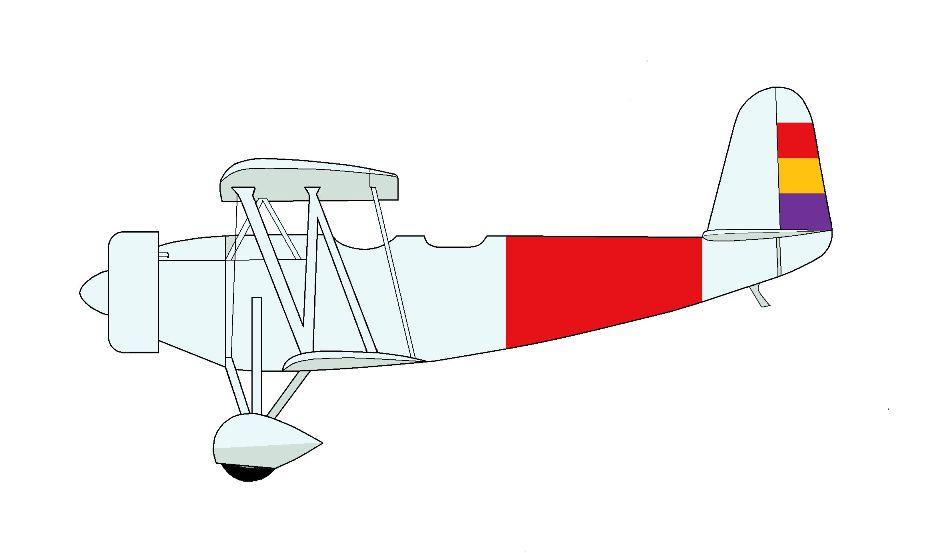
SAB-SEMA 12

- Avro 594
- Avro 626
- Avro 643 Cadet
- Bücker Bü 133 Jungmeister[1]
- CASA III (en)
- Caudron C.270
- De Havilland DH.60 Moth Major[1]
- de Havilland DH.82 Tiger Moth
- Farman F.354
- Farman F.480 (en) Alizé
- González Gil-Pazó GP-1
- Hispano-Suiza E-30
- Hispano-Suiza E-34 (en)
- Miles M.2 Hawk Trainer (en)
- Morane-Saulnier MS.230
- Romano R.82 (en)
- Romano R.83
- Romano R.92
- SAB-SEMA 12 (en)
- Stampe et Vertongen RSV.32

### Avions de transport
- Fokker F.VII.3m/M
- Fokker F.XX (en)
- De Havilland DH-89M
- Farman F.402 (en)
- Douglas DC-1
- Douglas DC-2
- Junkers K 30
- Airspeed AS.6 Envoy
- Airspeed AS.8 Viceroy
- Avia 51 (en)
- Blériot-SPAD S.56 (en)
- Breguet 470
- British Aircraft Eagle (en)
- Caudron C.440
- Caudron C.600 Aiglon
- Consolidated Fleetster
- Couzinet 101 (en)
- Farman F.430 (en)
- Ford Trimotor
- General Aircraft ST-25
- Latécoère 28
- Lioré et Olivier LeO 213

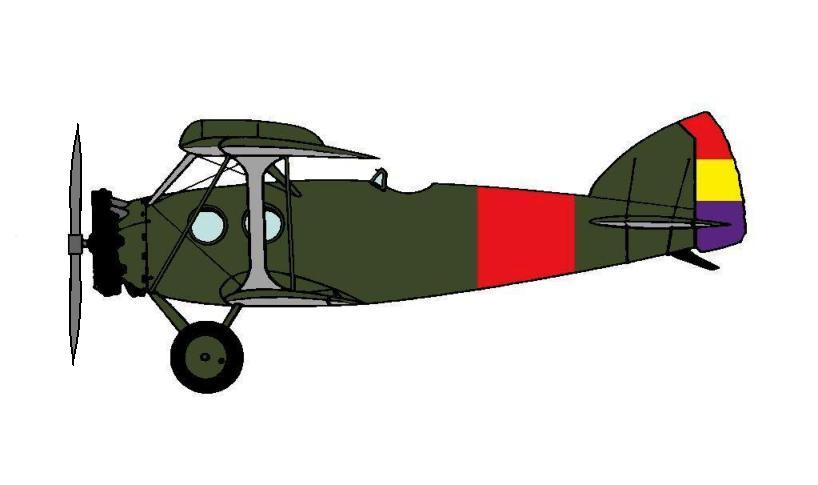
Blériot-SPAD S.56-6

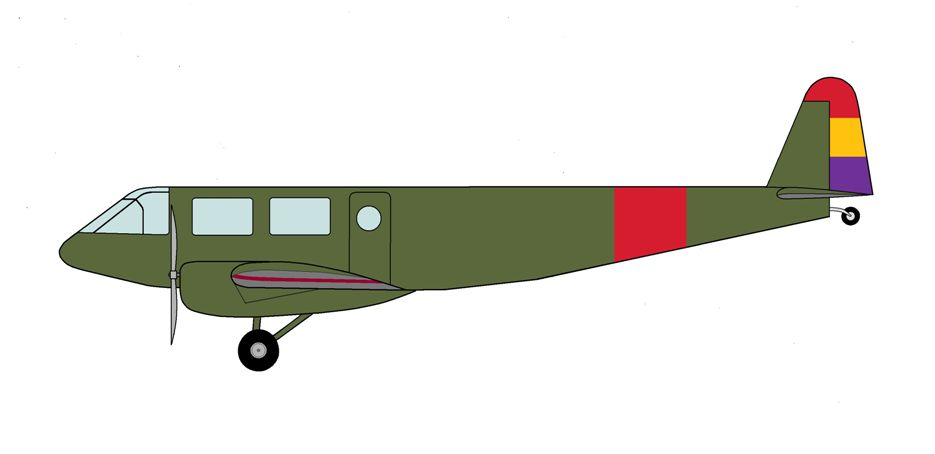
Farman F.430

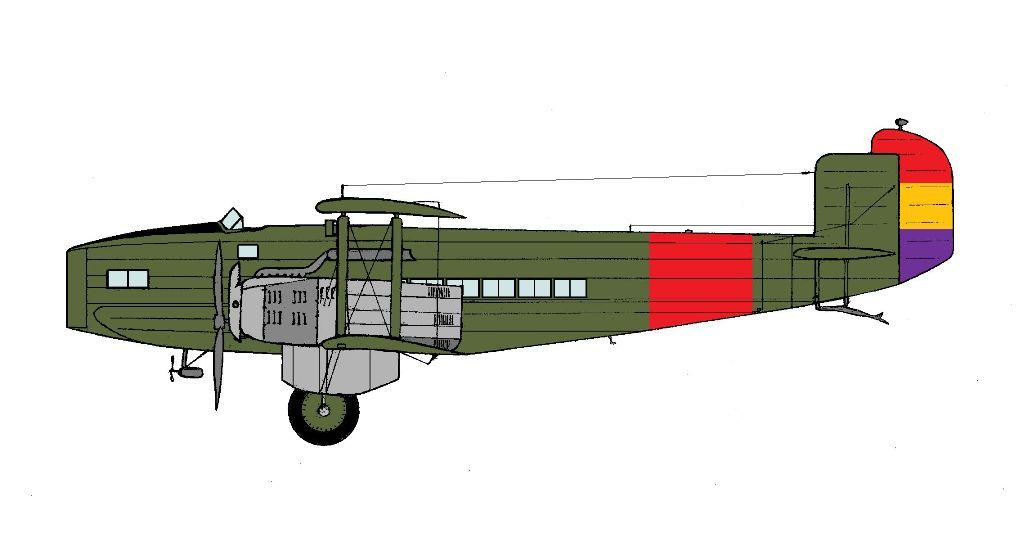
Lioré et Olivier LeO 21

- Lockheed 9B Orion : deux appareils (s/n 189 et 190) achetés à Swissair en 1935/1936. La suite de leurs parcours est inconnue.
- Northrop Delta
- Northrop Gamma
- Vultee V-1